# The Verve Pipe

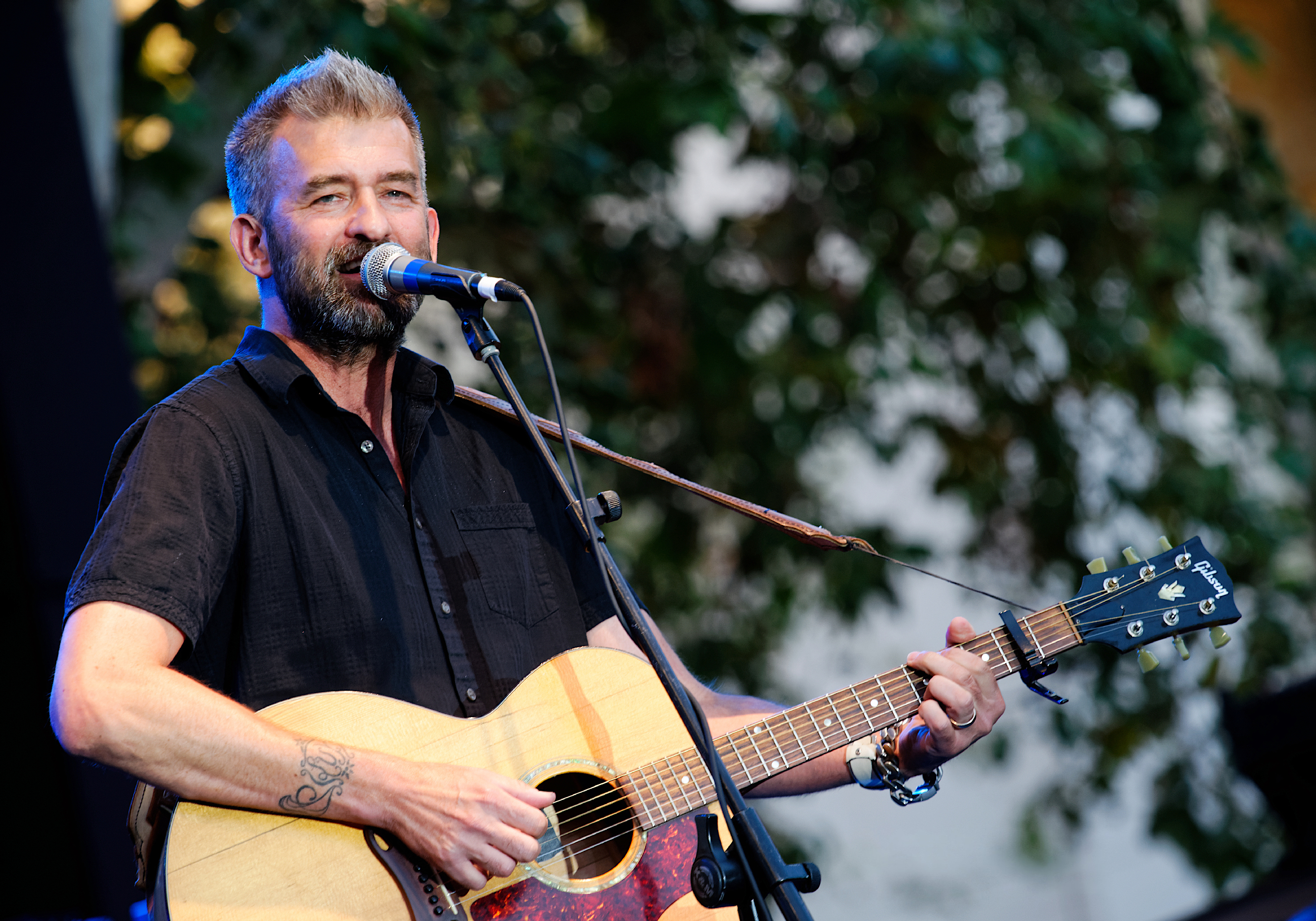
Frontman Brian Vander Ark bei einem Solo-Auftritt in Los Angeles, 20. Juli 2016

The Verve Pipe bei einem Auftritt 2015

The Verve Pipe ist eine 1992 gegründete und mit längeren Unterbrechungen bis heute aktive amerikanische Rockband um den Sänger und Gitarristen Brian Vander Ark. Sie wird meist den Musikstilen Alternative Rock, Power Pop und Post-Grunge zugerechnet und wurde in den USA durch den Top-Ten-Hit „The Freshmen“ von 1997 bekannt. Mit ihren folgenden Veröffentlichungen, darunter auch zwei mit Kinderliedern, konnte sie nicht mehr an diesen Erfolg anknüpfen und gilt daher in Nordamerika als One-Hit-Wonder. Außerhalb Nordamerikas war sie auch in ihrer erfolgreichsten Zeit weitgehend unbekannt.

## Geschichte

### Gründung und Independent-Veröffentlichungen
The Verve Pipe ging aus den Bands Johnny with an Eye um den Sänger und Gitarristen Brian Vander Ark (* 1966 in Holland, Michigan) und dessen Bruder Brad Vander Ark sowie Water for the Pool um den Schlagzeuger Donny Brown hervor, die im selben Studio in Grand Rapids Aufnahmen gemacht hatten. Auf Anregung von dessen Eigentümer schlossen sich Brown und der Gitarrist Brian Stout von Water for the Pool mit Mitgliedern von Vander Arks Band unter dem Namen The Verve Pipe zusammen.
Aus Material beider Bands entstand das Debütalbum I've Suffered a Head Injury, das 1992 auf dem kleinen Independent-Label des Studios erschien. Die ursprüngliche Version enthielt zehn Songs, darunter eine frühe Version des von Vander Ark geschriebenen „The Freshmen“, die auf einer auf EP-Länge gekürzten, 1995 wieder veröffentlichten Version nicht enthalten ist.
Mit zahlreichen Konzerten und dem im Herbst 1993 auf demselben Label erschienenen zweiten Album Pop Smear erwarb sich die Band in Michigan eine treue regionale Fangemeinde, insbesondere in den College-Städten Kalamazoo und East Lansing. Gitarrist Stout war nach dem ersten Album ausgeschieden und durch A.J. Dunning ersetzt worden.

### Kommerzieller Erfolg
1995 erhielt die Band einen Plattenvertrag bei dem Major-Label RCA, das 1996 das dritte Album Villains veröffentlichte. Produzent war Jerry Harrison, der Keyboarder der Talking Heads, der zuvor die erfolgreichen Alternative-Rock-Alben God Shuffled His Feet von Crash Test Dummies und Throwing Copper von Live produziert hatte.
Die erste Singleauskopplung „Photograph“ erreichte Platz 6 in den Modern Rock Tracks und Platz 17 in den Mainstream Rock-Charts des Billboard Magazine sowie Platz 5 in den kanadischen Rockcharts des Branchenblatts RPM.
Nach der weniger erfolgreichen zweiten Single „Cup of Tea“ wurde im Januar 1997 eine Neuaufnahme von „The Freshmen“ ausgekoppelt, mit der die Band ihren kommerziellen Durchbruch erzielte und mit der sie in den USA bis heute assoziiert wird. Für die Single wurde der Song mit dem Produzenten Jack Joseph Puig nach der Albumversion ein weiteres Mal neu aufgenommen; auf späteren Pressungen des Albums wurde die von Harrison produzierte Version durch die Single-Version ersetzt.
Im Text des Songs beschreibt das in Andeutungen und Metaphern unzuverlässig erzählende lyrische Ich aus größerer zeitlicher Distanz, wie er und ein Freund immer noch von Schuldgefühlen geplagt und entsprechende Abwehrreaktionen zeigen, nachdem eine Frau, mit der beide zu Beginn ihres Studiums (als Freshmen) eine Beziehung hatten, sich nach einer Abtreibung und aufgelösten Verlobung mit einer Überdosis Diazepam selbst tötete.
Brian Vander Ark sagte in Interviews zunächst, dass die Geschichte von zufällig mitgehörten Gesprächen auf einer Party inspiriert sei. Später erklärte er, dass sie auf eigener Erfahrung basiere, der Suizid jedoch fiktiv sei. Die Inspiration zu dem Songtitel stamme von dem Spielfilm Freshman, die zu der Zeile „she was touching her face“ dem Musikvideo zu dem Hit „I Touch Myself“ der Divinyls.
Der Kritiker Robert Christgau bezeichnete den Text von „The Freshmen“ sinngemäß als „moraltriefendes Rührstück“ und unterstellte ihm eine banale, demonstrativ frauenfreundlichen Botschaft an unreife männliche Studenten („a soggy prowoman morality tale aimed at frat rats, who are urged not to drive girls to suicide by dumping them“).
„The Freshmen“ erreichte Platz 5 der Billboard Hot 100, Platz 1 der ebenfalls von Billboard geführten Liste Adult Alternative Airplay und Platz 6 der Canada Top Singles von RPM. Das Album erreichte Platz 29 der Billboard 200, Platz 1 der Heatseekers Charts und Platz 69 in der Jahresauswertung 1997. Mit über einer Million verkaufter Exemplare erhielt es die Platin-Auszeichnung der RIAA.
1998 war The Verve Pipe mit dem Song „Her Ornament“ auf dem Soundtrack des Spielfilms Great Expectations und mit „Blow You Away“ auf dem zu einer Neuverfilmung von Mit Schirm, Charme und Melone mit Sean Connery vertreten.
Im Juli 1999 erschien das Michael Beinhorn produzierte, selbstbetitelte vierte Album, mit dem der kommerzielle Erfolg des Vorgängers jedoch nicht wiederholt werden konnte. Stilistisch war The Verve Pipe düsterer und eindeutiger im Post-Grunge verortet, dessen Popularität damals jedoch bereits angesichts des aufkommenden Nu Metal zurückging.
Im September 2001 erschien Underneath, das fünfte Album der Band und das letzte auf dem Major-Label RCA. Erstmals schrieb neben Vander Ark auch Donny Brown einen größeren Teil des Songmaterials, außerdem war der Bassist Adam Schlesinger von Fountains of Wayne beteiligt, der das Album auch produzierte. Es enthielt den Song „Colorful“, der auf dem Soundtrack des Films Rock Star mit Jennifer Aniston erschien. Brian Vander Ark spielte darin zudem eine Nebenrolle. Stilistisch ähnelte Underneath wieder stärker den ersten beiden Independent-Alben, allerdings galt die Band zu diesem Zeitpunkt, so der Kritiker Stephen Thomas Erlewine, bereits nur noch als „eine Fußnote der Alt-Rock-Ära“ und das Album blieb erfolglos.

### Spätere Jahre
Nachdem der Vertrag mit RCA ausgelaufen war, lagen The Verve Pipe in den 2000er Jahren weitgehend auf Eis. 2004 veröffentlichte ihr ehemaliges Label ein Best-of-Album unter dem Titel Platinum & Gold Collection, das 2007 als Super Hits unverändert neu aufgelegt wurde.
Brian Vander Ark veröffentlichte von 2003 bis 2008 drei Alben unter eigenem Namen und tourte mit Butch Walker.
2007 erschien im Selbstverlag A Homemade Holiday, eine EP mit vier Weihnachtsliedern, darunter eine Version von Silent Night und eine Eigenkomposition von Donny Brown. 2009 und 2013 erschienen jeweils zwei Alben mit Musik für Kinder, A Family Album und Are We There Yet?
Schlagzeuger und Gründungsmitglied Donny Brown verließ die Band am 31. Dezember 2013 und veröffentlichte die EPs Hess Street EP (2014) und Donny Brown (2015). Er ist außerdem als Studiomusiker tätig.
Seit 2014 ist die Band wieder mit überwiegend akustischer, von Alternative Country beeinflusster Rockmusik aktiv und veröffentlicht auf ihrem eigenen Label LMNO Pop, ohne damit auf größere Resonanz beim Mainstream-Publikum oder Kritik zu stoßen. Im Juni 2014 erschien mit Overboard das erste reguläre Album seit 2001, im Februar 2017 das Studioalbum Parachute mit neuem Material und parallel dazu eine live aufgenommene akustische Version des Erfolgsalbums Villains von 1996/97.
Im November 2021 wurde das Album Threads veröffentlicht.

## Diskografie

### Studioalben (Rock)
- Pop Smear (Dezember 1993)
- Villains (März 1996) No. 24 US (RIAA: Platinum)
- The Verve Pipe (Juli 1999) No. 158 US
- Underneath (September 2001)
- Overboard (Juni 2014)
- Parachute (Februar 2017)
- Threads (November 2021)

### Kinderlieder
- A Family Album (Oktober 2009)
- Are We There Yet? (2013)

### EPs
- I've Suffered a Head Injury (1992)
- A Homemade Holiday (2007)

### Kompilationsalben
- Platinum & Gold Collection (März 2004)
- Super Hits (2007)
- Villains – Live & Acoustic (Februar 2017)

### Singles
| Jahr                       | Song                 | Höchste Chartposition | Höchste Chartposition | Höchste Chartposition | Höchste Chartposition | Höchste Chartposition | Höchste Chartposition | Album          |
| Jahr                       | Song                 | US                    | US Alt                | US M. Rock            | US Adult              | CAN Rock              | CAN                   | Album          |
| -------------------------- | -------------------- | --------------------- | --------------------- | --------------------- | --------------------- | --------------------- | --------------------- | -------------- |
| 1996                       | "Photograph"         | 53                    | 6                     | 17                    | —                     | 5                     | —                     | Villains       |
| 1996                       | "Cup of Tea"         | —                     | —                     | 35                    | —                     | —                     | —                     | Villains       |
| 1997                       | "The Freshmen"       | 5                     | 1                     | 9                     | 7                     | —                     | 6                     | Villains       |
| 1997                       | "Villains"           | —                     | 22                    | 24                    | —                     | —                     | —                     | Villains       |
| 1999                       | "Hero"               | —                     | 17                    | 38                    | —                     | —                     | —                     | The Verve Pipe |
| 2001                       | "Never Let You Down" | —                     | —                     | —                     | 20                    | —                     | —                     | Underneath     |
| 2014                       | "Crash Landing"      | —                     | —                     | —                     | —                     | —                     | —                     | Overboard      |
| "—" Keine Chartplatzierung |                      |                       |                       |                       |                       |                       |                       |                |